# Brett Lernout
Brett Lernout (* 24. September 1995 in Winnipeg, Manitoba) ist ein ehemaliger kanadischer Eishockeyspieler, der im Verlauf seiner aktiven Karriere zwischen 2012 und 2021 unter anderem über 330 Spiele in der American Hockey League (AHL) auf der Position des Verteidigers bestritten hat. Darüber hinaus absolvierte Lernout weitere 21 Partien für die Canadiens de Montréal in der National Hockey League (NHL).

## Karriere
Lernout wurde in Winnipeg geboren und spielte dort für verschiedene Jugendmannschaften, bevor zum Ende der Saison 2011/12 in die Western Hockey League (WHL) wechselte, wo er zunächst für die Saskatoon Blades und später für die Swift Current Broncos aktiv war. Durch seine guten Leistungen bei den Broncos wurden die Canadiens de Montréal auf ihn aufmerksam und wählten ihn im NHL Entry Draft 2014 in der dritten Runde an 73. Position aus. Während einer weiteren erfolgreichen Saison mit den Broncos, bei denen er zu einem der Assistenzkapitäne aufgestiegen war, erhielt er von den Canadiens im Dezember 2014 einen Einstiegsvertrag mit dreijähriger Laufzeit.
Am Ende der Saison 2014/15 stand er erstmals in der American Hockey League (AHL) für das damalige Farmteam der Canadiens, die Hamilton Bulldogs, auf dem Eis. Sein Debüt in der National Hockey League (NHL) gab er am 3. April 2016 bei der 3:4-Auswärtsniederlage bei den Florida Panthers. Nach über vier Jahren in der Organisation der Canadiens wechselte Lernout im Juli 2019 als Free Agent zu den Vegas Golden Knights. Sein Einjahresvertrag wurde dort nach der Spielzeit 2019/20 nicht verlängert. Von Februar bis April 2021 bestritt er anschließend probeweise zwölf Partien für die Colorado Eagles aus der AHL, was jedoch in der Folge nicht in ein festes Engagement mündete. Anschließend beendete der 25-Jährige seine aktive Karriere.

## Karrierestatistik
(Legende zur Spielerstatistik: Sp oder GP = absolvierte Spiele; T oder G = erzielte Tore; V oder A = erzielte Assists; Pkt oder Pts = erzielte Scorerpunkte; SM oder PIM = erhaltene Strafminuten; +/− = Plus/Minus-Bilanz; PP = erzielte Überzahltore; SH = erzielte Unterzahltore; GW = erzielte Siegtore; 1 Play-downs/Relegation; Kursiv: Statistik nicht vollständig)